# Stiegl
Stiegl är ett österrikiskt ölmärke som tillverkas av Stieglbrauerei zu Salzburg i Salzburg, vilket grundades 1492 av Hans Peuntner. Namnet Stiegel betyder "liten trappa", vilket kommer från en trappa som ledde från bryggeriet till en närliggande kanal.
Idag är Stieglbryggeriet det största privatägda bryggeriet i Österrike.